# Friedrich Röder (Philologe)
Carl Conrad Friedrich Röder (* 28. Dezember 1808 in Nordhausen; † 28. Januar 1870 in Köslin) war ein deutscher Philologe und Gymnasiallehrer. Er leitete nacheinander die Gymnasien in Neustettin und Köslin und war 1848/1849 für den Neustettiner Wahlkreis Abgeordneter in der Frankfurter Nationalversammlung.

## Leben
Friedrich Röder wurde als Sohn des Schuhmachermeisters Ernst August Röder in Nordhausen geboren, wo er das Gymnasium besuchte. Ab 1826 studierte er an der Universität Halle und wurde hier 1830 zum Dr. phil. promoviert.
Er wählte den Beruf eines Gymnasiallehrers. Als solcher war er zunächst am Gymnasium in seiner Heimatstadt Nordhausen tätig. 1843 veröffentlichte er eine Schrift Pädagogische An- und Aussichten. Wohl wegen der Aufmerksamkeit, die diese Schrift auf Röder lenkte, wurde er 1844 zum Direktor des Fürstin-Hedwig-Gymnasiums in Neustettin in Pommern ernannt.
In Neustettin wirkte Röder 17 Jahre lang. Nach dem Urteil von Richard Hoche in der Allgemeinen Deutschen Biographie wusste Röder in seinem Amt „Leben und Begeisterung zu erwecken und eine dauernde Wirkung auf seine Schüler und seine Amtsgenossen auszuüben“. Röder engagierte sich auch politisch. Er wurde 1848 für den Neustettiner Wahlkreis in die Frankfurter Nationalversammlung gewählt, wo er der erbkaiserlichen Casino Partei angehörte.
Röder war mit einer Tochter des in Königsberg (Preußen) tätigen Philologen Karl Gottlob August Erfurdt verheiratet.
1861 wurde Röder zum Direktor des Gymnasiums in Köslin berufen. Er erkrankte aber bald und starb 1870 nach längerem Leiden. Nach Röders Tod wurde ihm 1879 auf dem Sportplatz des Fürstin-Hedwig-Gymnasiums ein Denkmal errichtet.

## Schriften
- Pädagogische An- und Aussichten. Nordhausen 1843. Digitalisat Heinrich-Heine-Universität Düsseldorf
- Zum Agricola des Tacitus. In: Programm des Fürstlich Hedwigschen Gymnasiums zu Neu-Stettin. Neustettin 1851, S. 15–26. Digitalisat
- Erinnerungen an W. A. Klütz. Keilich, Neu-Stettin 1852.
- Festansprache bei der Einweihung der neuen Aula. Kreilich, Neustettin 1857.